# Roman Hagara
Roman Hagara, né le 30 avril 1966 à Vienne, est un skipper autrichien. 

## Carrière
Roman Hagara participe aux Jeux olympiques de 2000 à Sydney  et aux Jeux olympiques d'été de 2004 dans l'épreuve du Tornado. Il remporte la médaille d'or lors des deux éditions avec son coéquipier Hans-Peter Steinacher.